# فهرست ویدئوهای یوتیوب با بیشترین بازدید
یوتیوب یک وب‌سایت اشتراک‌گذاری ویدیوی آمریکایی است که دفتر مرکزی آن در سان برونو، کالیفرنیا قرار دارد. با اینکه پربازدیدترین ویدیوها در ابتدا ویدئوهای وایرال بودند، مانند «چارلی انگشت منو گاز گرفت»، اما پربازدیدترین ویدیوها در روندی رو به رشد مربوط به موزیک ویدیوها شد. از زمان «عاشقانه بد» لیدی گاگا در سال ۲۰۰۹، هر ویدئویی که در صدر فهرست «پربیننده‌ترین‌های یوتیوب» قرار گرفته، یک موزیک ویدیو بوده‌است. برخی از ویدئوهایی که قبلاً بیشترین بازدید را داشته‌اند، دیگر در سایت موجود نیستند.
در نوامبر ۲۰۰۵، یک تبلیغات از نایک با همکاری رونالدینیو، بازیکن فوتبال اهل برزیل، اولین ویدیویی بود که به یک میلیون بازدید رسید. همچنین اولین ویدیوهایی که مرز ۱ و ۱۰ میلیارد بازدید را پشت سر گذاشتند، به ترتیب گانگنام استایل در دسامبر ۲۰۱۲ و بچه کوسه در ژانویه ۲۰۲۲ بودند.
در ۱۴ دسامبر ۲۰۲۱، یوتیوب اعلام کرد که تعداد کل بازدیدهای مربوط به ویدیوهای ماینکرفت، که برخی از آنها از اوایل سال ۲۰۰۹ در این سرویس قرار گرفته‌بودند، از ۱ تریلیون بازدید گذشت.
بازدیدها، نشان‌دهنده تعداد دفعاتی است که یک ویدئو تماشا شده‌است.

## برترین ویدئوها
هم اکنون در آوریل ٢٠٢۵ بیش از ۵٠٠ ویدیوی بالای ١ میلیارد بازدید در یوتیوب وجود دارد
در جدول زیر ۲۰ ویدیوی پربیننده یوتیوب با ذکر تاریخ آپلود و آپلود کننده فهرست شده‌است.
در ٢٢ آوریل ٢٠٢۵، بچه کوسه اولین (و در حال حاضر تنها) ویدیویی است که بیش از ۱۰ میلیارد بازدید دارد.
| رتبه | عنوان ویدیو (انگلیسی)                       | آپلود کننده    | دفعات بازدید (میلیارد) | تاریخ آپلود    | توضیحات |
| ---- | ------------------------------------------- | -------------- | ---------------------- | -------------- | ------- |
| ۱.   | "Baby Shark Dance"                          | پینگفونگ       | ۱۳٫۹۸                  | ۱۷ ژوئن ۲۰۱۶   |         |
| ۲.   | "Despacito"                                 | لوییس فانسی    | ۸٫۳۶                   | ۱۲ ژانویه ۲۰۱۷ |         |
| ۳.   | "Johny Johny Yes Papa"                      | لولو کیدز      | ۶٫۸۶                   | ۸ اکتبر، ۲۰۱۶  |         |
| ۴.   | "Bath Song"                                 | کوکوملون       | ۶٫۵۸                   | ۲ مه ۲۰۱۸      |         |
| ۵.   | "Shape of You"                              | اد شیرن        | ۶٫۱۸                   | ۳۰ ژانویه ۲۰۱۷ |         |
| ۶.   | "See You Again"                             | ویز خلیفه      | ۶٫۱۵                   | ۶ آوریل ۲۰۱۵   |         |
| ۷.   | "Wheels on the Bus"                         | کوکوملون       | ۵٫۸۳                   | ۲۴ مه ۲۰۱۸     |         |
| ۸.   | "Phonics Song with Two Words"               | چوچو تی‌وی      | ۵٫۶۶                   | ۶ مارس ۲۰۱۴    |         |
| ۹.   | "Uptown Funk"                               | مارک رانسون    | ۵٫۱۳                   | ۱۹ نوامبر ۲۰۱۴ |         |
| ۱۰.  | "Learning Colors – Colorful Eggs on a Farm" | میروشکا تی‌وی   | ۵٫۰۵                   | ۲۷ فوریه ۲۰۱۸  |         |
| ۱۱.  | "Gangnam Style"                             | سای            | ۵٫۲                    | ۱۵ ژوئیه ۲۰۱۲  |         |
| ۱۲.  | "Masha and the Bear – Recipe for Disaster"  | گِت موویز       | ۴٫۵۷                   | ۳۱ ژانویه ۲۰۱۲ |         |
| ۱۳.  | "Dame Tu Cosita"                            | آلترا رکوردز   | ۴٫۵۳                   | ۵ آوریل ۲۰۱۸   |         |
| ۱۴.  | "Axel F"                                    | قورباغه دیوانه | ۴٫۲۸                   | ۱۶ ژوئن ۲۰۰۹   |         |
| ۱۵.  | "Sugar"                                     | مارون ۵        | ۳٫۹۹                   | ۱۴ ژانویه ۲۰۱۵ |         |
| ۱۶.  | "Counting Stars"                            | وان‌ریپابلیک    | ۳٫۹۵                   | ۳۱ مه ۲۰۱۳     |         |
| ۱۷.  | "Roar"                                      | کیتی پری       | ۳٫۹۴                   | ۵ سپتامبر ۲۰۱۳ |         |
| ۱۸.  | "Baa Baa Black Sheep"                       | کوکوملون       | ۳٫۹۳                   | ۲۵ ژوئن ۲۰۱۸   |         |
| ۱۹.  | "Lakdi Ki Kathi"                            | جینگل تونز     | ۳٫۸۶                   | ۱۴ ژوئن ۲۰۱۸   |         |
| ۲۰.  | "Waka Waka (This Time for Africa)"          | شکیرا          | ۳٫۸۳                   | ۴ ژوئن ۲۰۱۰    |         |

## باشگاه میلیاردی‌ها
باشگاه بازدیدهای میلیاردی، اولین اصطلاحی بود که برای محبوبیت یک ویدیو به کار برده شد و منظور ویدیوهایی بود که از زمان آپلود موفق به کسب بیش از ۱ میلیارد بازدید شده بودند.
در دسامبر ۲۰۱۲، «گانگنام استایل» اولین ویدیویی بود که به یک میلیارد بازدید رسید. تا ژوئن ۲۰۱۵، فقط ترانه «بیبی» توانسته بود از این آستانه عبور کند، اما تا اکتبر ۲۰۱۵، در مجموع ده ویدیو این کار را انجام دادند، و این تعداد در فوریه ۲۰۲۲ به ۲۰۰ رسید با در نظر گرفتن ویدیوهای قدیمی‌تری که قبل از ایجاد یوتیوب در سال ۲۰۰۵ وجود داشتند اما بعداً اضافه شدند:
- «باران نوامبر» از گانز ان رزز اولین ویدیویی بود که قبل از ایجاد یوتیوب ساخته شده بود و تا ژوئیه ۲۰۱۸ به ۱ میلیارد بازدید رسید.[۳۳]
- «نامب» از لینکین پارک اولین ویدیوی دهه ۲۰۰۰ بود (قبل از یوتیوب) که به ۱ میلیارد بازدید در نوامبر ۲۰۱۸ رسید.[۳۴]
- «بوهمین راپسودی» از کوئین اولین ویدیوی دهه ۱۹۷۰ (و قبل از دهه ۱۹۹۰) بود که در ژوئیه ۲۰۱۹ به ۱ میلیارد بازدید رسید.[۳۵]
- «فرزند شیرین من» از گانز ان روزز اولین ویدیوی دهه ۱۹۸۰ بود که در اکتبر ۲۰۱۹ به ۱ میلیارد بازدید رسید.[۳۶]

با وجود تعداد زیادی ویدیو که تا سال ۲۰۱۸ به راحتی یک میلیارد بازدید داشتند، علاقه به معیارهای بالاتر بیشتر شد. در مه ۲۰۱۴، «گانگنام استایل» اولین ویدیویی بود که بیش از دو میلیارد بازدید داشت. «دسپاسیتو» اولین ویدیویی بود که در اوت ۲۰۱۷ به سه میلیارد بازدید، چهار میلیارد در اکتبر ۲۰۱۷، پنج میلیارد در آوریل ۲۰۱۸، شش میلیارد در فوریه ۲۰۱۹، و در اکتبر ۲۰۲۰ به هفت میلیارد بازدید رسید. «رقص بچه کوسه» اولین ویدیویی بود که در فوریه ۲۰۲۱ به هشت میلیارد بازدید، در ژوئیه ۲۰۲۱ به نه میلیارد و در ژانویه ۲۰۲۲ به ده میلیارد بازدید رسید.

## تاریخچه ویدئوهای پربازدید
جدول زیر ویدیوهایی را نشان می‌دهد که از آوریل ۲۰۰۵ تا کنون به پربازدیدترین ویدیوی یوتیوب تبدیل شده‌اند.
| عنوان ویدیو                      | آپلود کننده    | دفعات بازدید  | تاریخ آپلود    | تاریخ رسیدن    | تعداد روزها | منبع   | توضیحات |
| -------------------------------- | -------------- | ------------- | -------------- | -------------- | ----------- | ------ | ------- |
| بچه کوسه                         | پینگفونگ       | ۷٬۰۳۷٬۵۰۰٬۰۰۰ | ۱۷ ژوئن ۲۰۱۶   | ۲ نوامبر ۲۰۲۰  | ۱۱۸۴        |        |         |
| دسپاسیتو                         | لوییس فانسی    | ۲٬۹۹۳٬۷۰۰٬۰۰۰ | ۱۲ ژانویه ۲۰۱۷ | ۴ اوت ۲۰۱۷     | ۱٬۱۸۶       | [ ۴۵ ] |         |
| دوباره می‌بینمت                   | ویز خلیفه      | ۲٬۸۹۴٬۰۰۰٬۰۰۰ | ۶ آوریل ۲۰۱۵   | ۱۰ ژوئیه ۲۰۱۷  | ۲۵          | [ ۴۷ ] |         |
| گانگنام استایل⁂                  | سای            | ۸۰۳٬۷۰۰٬۰۰۰   | ۱۵ ژوئیه ۲۰۱۲  | ۲۴ نوامبر ۲۰۱۲ | ۱٬۶۸۹       | [ ۴۹ ] |         |
| بیبی*                            | جاستین بیبر    | ۲۴۵٬۴۰۰٬۰۰۰   | ۱۹ فوریه ۲۰۱۰  | ۱۶ ژوئیه ۲۰۱۰  | ۸۶۲         | [ ۵۱ ] |         |
| عاشقانه بد                       | لیدی گاگا      | ۱۷۸٬۴۰۰٬۰۰۰   | ۲۴ نوامبر ۲۰۰۹ | ۱۴ آوریل ۲۰۱۰  | ۹۳          | [ ۵۳ ] |         |
| چارلی انگشت منو گاز گرفت‡        | HDCYT          | ۱۲۸٬۹۰۰٬۰۰۰   | ۲۲ مه ۲۰۰۷     | ۲۵ اکتبر ۲۰۰۹  | ۱۷۱         | [ ۵۵ ] |         |
| اوولوشن آف دنس                   | جادسون لایپلی  | ۱۱۸٬۹۰۰٬۰۰۰   | ۶ آوریل ۲۰۰۶   | ۲ مه ۲۰۰۹      | ۱۷۶         | [ ۵۷ ] |         |
| دوست‌دختر‡                        | آرسی‌ای رکوردز  | ۹۲٬۶۰۰٬۰۰۰    | ۲۷ فوریه ۲۰۰۷  | ۱۷ ژوئیه ۲۰۰۸  | ۲۸۹         | [ ۶۰ ] |         |
| اوولوشن آف دنس                   | جادسون لایپلی  | ۷۸٬۴۰۰٬۰۰۰    | ۶ آوریل ۲۰۰۶   | ۱۵ مارس ۲۰۰۸   | ۱۲۴         | [ ۶۱ ] |         |
| موزیک ایز مای هات هات سکس‡       | CLARUSBARTEL72 | ۷۶٬۶۰۰٬۰۰۰    | ۹ آوریل ۲۰۰۷   | ۱ مارس ۲۰۰۸    | ۱۴          | [ ۶۳ ] |         |
| اوولوشن آف دنس*                  | جادسون لایپلی  | ۱۰٬۶۰۰٬۰۰۰    | ۶ آوریل ۲۰۰۶   | ۱۹ مه ۲۰۰۶     | ۶۵۲         | [ ۶۴ ] |         |
| موزیک ویدیو تم پوکمون‡           | اسماش          | ۴٬۳۰۰٬۰۰۰     | ۲۸ نوامبر ۲۰۰۵ | ۱۲ مارس ۲۰۰۶   | ۶۸          | [ ۶۶ ] |         |
| فیلم مای اسپیس‡                  | eggtea         | ۲٬۷۰۰٬۰۰۰     | ۳۱ ژانویه ۲۰۰۶ | ۱۸ فوریه ۲۰۰۶  | ۲۲          | [ ۶۹ ] |         |
| غرفه عکس فونی ‡                  | mugenized      | ۳٬۴۰۰٬۰۰۰     | ۱ دسامبر ۲۰۰۵  | ۲۱ ژانویه ۲۰۰۶ | ۲۸          | [ ۷۱ ] |         |
| یکشنبه تنبل (آهنگ جزیره تنهایی)‡ | youtubedude    | ۲٬۳۰۰٬۰۰۰     | ۱۸ دسامبر ۲۰۰۵ | ۹ ژانویه ۲۰۰۶  | ۱۲          | [ ۷۳ ] |         |
| رونالدینیو: لمس طلا‡*            | نایکی فوتبال   | ۲۵۵٬۰۰۰       | ۲۱ اکتبر ۲۰۰۵  | ۳۱ اکتبر ۲۰۰۵  | ۷۰          | [ ۷۵ ] |         |
| I/O Brush‡*                      | larfus         | ۲۴۷٬۰۰۰       | ۵ اکتبر ۲۰۰۵   | ۲۹ اکتبر ۲۰۰۵  | ۲           | [ ۷۷ ] |         |
| من در باغ‌وحش                     | جاوید          | ۱             | ۲۳ آوریل ۲۰۰۵  | ۲۳ آوریل ۲۰۰۵  | ۱۸۹         | [ ۷۹ ] |         |
| تا ژانویه ۲۰۲۴                   |                |               |                |                |             |        |         |